# Mykensk kultur
Den mykenske kultur eller den mykenske civilisation, eksisterede i den sidste fase i bronzealderen (600-500 f.kr.) i Grækenland, og er den historiske ramme til Homers eposer og meget andet i græsk mytologi. Den mykenske periode henter sit navn fra det arkæologiske sted Mykene i det nordøstlige Argolida, i Peloponnes i det sydlige Grækenland. Athen, Pylos, Theben og Tiryns er også vigtige mykenske steder.

## Mykensk civilisation
Den mykenske periode blomstrede fra 1600 f.Kr. til deres civilisation kollapsede omkring 1100 f.Kr. Kollapset tillægges sædvanligvis en dorisk invasion, selv om mange arkæologer og historikere nu betvivler at en sådan invasion fandt sted. De største mykenske byer var Mykene og Tiryns i Argolis, Pylos i Messenien, Athen i Attika, Theben og Orchomenos i Boeotia og Iolkos i Thessalia. På Kreta okkuperede mykenerne Knossos' ruiner. Mykenske bosætninger dukkede også op på øerne i Det Ægæiske Hav, på kysten af Lilleasien og til slut på Cypern.
Mykensk civilisation blev domineret af et aristokrati af krigere. Omkring år 1400 f.Kr. udvidede mykenerne deres kontrol til Kreta, der var centeret for minoisk kultur, og adopterede en form for minoisk skrift kaldt Linear A som de brugte til at skrive i den tidligste form for græsk. Den mykenske skrift kaldes Linear B.
Mykenerne besejrede ikke bare minoerne, men ifølge legenden, besejrede de Troja, en mægtig bystat som var rivaler til mykenerne. Da det eneste bevis er Homers Iliaden og andre mytologiske tekster, er Trojas og trojanerkrigens eksistens usikker. Den tyske arkæolog Heinrich Schliemann afdækkede i 1876 ruiner i Lilleasien (nutidens Tyrkiet) som han hævdede var Troja, men disse ruiner stemmer ikke overens med Homers beretning om Troja.
Mykenerne begravede deres adelsmænd i tholos, store cirkulære gravkamre med et højt kuppeltag og lodret indgangsparti dækket med sten. De begravede ofte dolke eller anden former for militært udstyr med den afdøde. Adelen blev jævnligt begravet med guldmasker, tiaraer, brystning og våben pyntet med ædelsten. Mykenerne blev begravet siddende, og nogle adelige blev mumificerede. Homers Achilleus og Patroklos blev ikke begravet, men kremerede og ærede med guldurner i stedet for guldmasker.
Ingen præsteklasse er endnu blevet identificeret. Tilbedere og tilbedte er identificeret i segl, ringe og figurer gennem deres gestus. Tilbedere folder deres arme, ophøjer den højre arm til hilsen eller placerer en hånd på panden. Guddomme løfter begge arme i deres «guddommelige gestus» eller bøjer sig fremover for at give eller modtage. Mykenske guders panteon er blevet sammensat fra inskriptioner i Linear B fundet ved Pylos og ved det postpalatiske mykenske Knossos på Kreta. Nogen af guddommene er kendte, eller i det mindste er deres navne genkendelige fra det olympiske panteon i nedskrevne myter. Andre er det ikke. Ares er kun repræsenteret som «Enyalios» som blev genkendt som et epitet. Apollon kan genkendes ved Knossos som PA-JAER-WO, («Paian»).
Mykenske freskomalerier er blevet opdaget i paladser, særligt ved Pylos, Mykene, Orchomenos, Theben og Tiryns, og ved nogen få steder uden palads, måske privateje. De tidligste freskodekorationer er fra omkring 1500 f.Kr. Motiverne holder sig til minoiske traditioner, enten direkte nedstammet eller gennem kykladiske overbringelser, og er i nogle tilfælde blevet reduceret til dekorative formler som viser temaer som passer til hvor de hørte til. Løver og vingeløse griffer i audienskamrene, processionsfigurer i korridorer og lignende. En forandring fra minoernes dyreliv er at det mykenske forholdt til naturen er reflekteret i afbildning af dyr som enten vises kun sammen med en mand eller som offer for jagt.
Omkring 1100 f.Kr. kollapsede den mykenske civilisation. Talrige byer blev plyndret og regionen gik ind i det som historikere ser på som den græske mørke tidsalder. I løbet af denne periode oplevede Grækenland nedgang i befolkningen og de mistede deres kundskab om skrift. Historikerne har traditionelt lagt skylden på en invasion af en ny bølge græske folk, dorerne, mens nogle mykenere flygtet til Cypern, andre til andre græske øer og dele af Anatolien.

## Historisk overblik
Fra et kronologisk perspektiv, er sen helladisk tid (en) perioden hvor det mykenske Grækenland blomstrede under ny indflydelse fra det minoiske Kreta og kykladerne. De som lavede LH-keramik indgraverede nogle gange skrifter som kan genkendes som en form for græsk. LH er inddelt i I, II og III, hvor I og II overlapper sen minoiske keramik, mens III overtager den. LH III er videre inddelt i IIIA, IIIB og IIIC.
LH-keramik brugtes til at opbevare varer som olivenolie og vin. LHI nåede Santorini lige før det store vulkanudbrud.